# Gary Merasty
Pour les articles homonymes, voir Merasty.
Gary Merasty (né le 22 septembre 1964 à Winnipeg, Manitoba) est un homme politique canadien.

## Biographie
Il fut député à la Chambre des communes du Canada, représentant la circonscription saskatchewanaise de Desnethé—Missinippi—Rivière Churchill de l'élection fédérale de 2006 à sa démission le 31 août 2007 sous la bannière du Parti libéral du Canada.